# Су-13
Су-13 — проект советского двухмоторного реактивного истребителя. Модификация самолёта Су-11, который в свою очередь являлся усовершенствованной версией самолёта Су-9 спроектированного в конструкторском бюро П. О. Сухого в 1946 году, на основе захваченных чертежей и трофейных экземпляров серийного немецкого реактивного истребителя Ме-262. 

## История проекта
На основе истребителя Су-11 были разработаны проекты фронтового истребителя и истребителя-перехватчика, получившие данное наименование. Постройка двух экземпляров самолёта планировалась на заводе № 381, но несмотря на полную готовность рабочих чертежей, из-за отсутствия решения МАП СССР к работе не приступали, была изготовлена лишь часть сборочной оснастки и несколько деталей крыла.

## Фронтовой истребитель
Проект фронтового истребителя Су-13 (заводской шифр «КД») был разработан в середине 1947 г. Самолёт предполагалось оснастить британскими двигателями Rolls-Royce Derwent V, крылом с увеличенной площадью и уменьшенной относительной толщиной профиля, воздушными тормозами и стреловидным горизонтальным оперением. Вооружение должно было состоять из трёх пушек Н-37 с суммарным боекомплектом 120 снарядов. В остальном конструкция была такой же, как и у самолёта Су-11.
Самолёт был одобрен, и предлагалось построить не менее трёх опытных экземпляров для ГК НИИ ВВС. Однако в середине 1948 года работы над этим вариантом Су-13 были полностью прекращены.

## Истребитель-перехватчик
Проект истребителя-перехватчика Су-13 (заводской шифр «ТК») был завершён в марте 1948 года. Самолёт предполагалось оснастить двумя двигателями РД-500, по своей конструкции он повторял Су-13 фронтовой истребитель, но имел увеличенную носовую часть фюзеляжа для размещения РЛС «Торий», герметичную кабину вентиляционного типа и пушечную батарею из двух Н-37С с суммарным боекомплектом 80 снарядов. Проект был полностью завершён, но в вышестоящие организации не передавался.

## Технические характеристики
Проект перехватчика.
- Экипаж: 1 человек
- Длина: 11,9 м
- Размах крыла: 11,8 м
- Высота:
- Площадь крыла: 24,8 м²
- Коэффициент удлинения крыла:
- Профиль крыла:
- Масса пустого: 4464 кг
- Масса снаряженного:
- Нормальная взлетная масса: 6757 кг
- Максимальная взлетная масса: 7473 кг
- Масса полезной нагрузки:
- Масса топлива и масла:
- Двигатели: 2× РД-500
- Мощность:

## Лётные характеристики
- Максимальная скорость:
  - у земли: 980 км/ч
  - на высоте: 980 (4500 м) км/ч
- Практическая дальность: 1500 км
- Время набора Н=5000 м: 2,5 мин
- Время виража на Н=10000 м: 23 с

## Вооружение
- 2× 37 мм пушки Н-37 по 40 снарядов на ствол